# Campeonato Mundial de Ginástica Acrobática de 2018
O 26º Campeonato Mundial de Ginástica Acrobática foi organizado pela Federação Internacional de Ginástica nos dias 13 a 15 de abril de 2018, em Antuérpia, na Bélgica. Foram disputados 6 eventos nas categorias feminino, masculino e misto.

## Quadro de medalhas
O quadro de medalhas foi publicado.
| Ordem | País            | Medalha de ouro | Medalha de prata | Medalha de bronze | Total |
| ----- | --------------- | --------------- | ---------------- | ----------------- | ----- |
| 1     | Rússia          | 5               | 0                | 1                 | 6     |
| 2     | Israel          | 1               | 1                | 1                 | 3     |
| 3     | Bielorrússia    | 0               | 2                | 1                 | 3     |
| 4     | Coreia do Norte | 0               | 2                | 0                 | 2     |
| 5     | China           | 0               | 1                | 1                 | 2     |
| 6     | Bélgica         | 0               | 0                | 1                 | 1     |
| 6     | Grã-Bretanha    | 0               | 0                | 1                 | 1     |
| Total | Total           | 6               | 6                | 6                 | 18    |

## Medalhistas
| Evento           | Ouro | Ouro   | Prata | Prata  | Bronze | Bronze |
| ---------------- | --- | ------ | --- | ------ | --- | ------ |
| Dupla masculina  | Rússia · Igor Mishev · Nikolay Suprunov                                                                                                 | 29.490 | Coreia do Norte · Ri Hyo-song · Kong Yong-won | 29.420 | Grã-Bretanha · Charlie Tate · Adam Upcott                                                                                                   | 28.950 |
| Equipe masculina | Israel · Lidar Dana · Yannay Kalfa · Efi Efraim Sach · Daniel Uralevitch                                                                | 30.540 | China · Fu Zhi · Guo Pei · Jiang Heng · Zhang Junshuo                                                                                                | 30.230 | Rússia · German Kudriashov · Alexander Sorokin · Valeriy Tukhashvili · Kirill Zadorin                                                       | 30.130 |
| Dupla feminina   | Rússia · Daria Guryeva · Daria Kalinina                                                                                                 | 29.830 | Coreia do Norte · Jong Kum-hwa · Pyon Yun-ae | 29.120 | Israel · Mika Lefkovits · Roni Surzon | 29.100 |
| Equipe feminina  | Rússia · Daria Chebulanka · Polina Plastinina · Kseniia Zagoskina                                                                       | 30.060 | Bielorrússia · Julia Ivonchyk · Veranika Nabokina · Karina Sandovich                                                                                 | 29.430 | China · Duan Yushan · Ji Qiuqiong · Liu Jieyu                                                                                               | 29.140 |
| Dupla mista      | Rússia · Marina Chernova · Georgii Pataraia                                                                                             | 30.640 | Bielorrússia · Hanna Kasyan · Konstantin Evstafeev                                                                                                   | 29.330 | Bélgica · Marte Snoeck · Bram Röttger | 29.180 |
| Equipe           | Rússia · Marina Chernova · Georgii Pataraia · Daria Chebulanka · Polina Plastinina · Kseniia Zagoskina · Daria Guryeva · Daria Kalinina | 57     | Israel · Lidar Dana · Yannay Kalfa · Efi Efraim Sach · Daniel Uralevitch · Or Armony · Tzlil Hurvitz · Yuval Weingold · Mika Lefkovits · Roni Surzon | 49     | Bielorrússia · Artsiom Yashchanka · Aliaksei Zayats · Julia Ivonchyk · Veranika Nabokina · Karina Sandovich · Volha Melnik · Artur Beliakou | 49     |